# Jean Quinault
Jean Quinault (Bourges, 1656 – 1728) è stato un attore teatrale francese.

## Biografia
Jean Quinault fu il capostipite di una famiglia di attori francesi attivi nel Seicento e nel Settecento.
In base alle fonti storiche sembra risultare solamente un omonimo del drammaturgo Philippe Quinault, quindi sono mancanti legami di parentela tra i due.
Figlio di un medico di Issoudun, dopo un apprendistato effettuato in provincia ebbe la grande occasione di entrare nella compagnia del Delfino nel 1679.
Ad Amiens nel 1686 sposò Marie Saintelette, figlia di un fornaio di Verdun, dalla quale ebbe numerosi figli, di cui quattro proseguirono l'attività del padre:
- Jean-Baptiste-Maurice (1687-1745);
- Abraham-Alexis (1693-1767), detto Dufresne, famoso per la sua bellezza e per la semplicità della sua recitazione;[3]
- Marie-Anne-Christine (1695-1791), conosciuta come Mademoiselle Quinault la Maggiore;
- Jeanne-Françoise (1699-1783), conosciuta come Mademoiselle Quinault la Giovane, che raggiunse un ottimo successo nel ruolo di servetta, oltre che per un celebre salotto letterario.[1][3]

Il 6 marzo 1694 Jean fece il suo debutto alla Comédie-Française, che tuttavia abbandonò per lavorare nella compagnia del duca di Lorena, con la quale recitò in Francia e in Germania.